# 苏联枪支管制
苏联枪支管制是指蘇聯的槍支管理政策。俄国内战期間，苏俄政府一度允许人民持有各种小型武器和刀具。  1918年12月，苏俄政府頒布《关于交出武器的法令》，要求人们交出枪支、剑、刺刀和炸弹，一旦違反則會判處十年监禁。 苏联共产党员可以持有一把手枪或一把步枪，而且持槍黨員必須登記。
1924年12月12日，苏联中央执行委员会颁布了《关于火器、火器弹药、爆炸物和爆炸物的生产、交易、储存、使用、保管和携带的程序》，規定普通公民只能持有滑膛猎枪。非法持有枪支將會受到严惩。1933年3月之後，如果有人未经允許私自制造、持有、购买、销售枪支（滑膛猎枪除外），最高可判处五年监禁。 1935年起，未經允許持有管制刀具的蘇聯人民也會受到同樣的處罰。第二次世界大战期間，為了抵御德国入侵以及緩解武器不足的問題，蘇聯當局下令平民要將滑膛猎枪上交給國家。
1953年约瑟夫·斯大林逝世后，苏联掀起了一波枪支自由化的小高潮。苏联平民可以再次购买滑膛猎枪。不過自1959年開始，蘇聯當局規定人民必須前往苏联猎人协会註冊後才能購買滑膛猎枪。1960年蘇聯頒布新刑法，根據新刑法，非法持有枪支的處罰相比以往更輕，最長監禁年數調低至两年，而且當局還允許人民持有刀具。
14年后，蘇聯再次加大槍支管制，非法购买、持有和携带武器的人將被判處五年監禁。